# Ca n'Estudis
Ca n'Estudis és una obra de Palau-solità i Plegamans (Vallès Occidental) protegida com a bé cultural d'interès local.

## Descripció
Aquesta casa consta de planta baixa, dos pisos i terrat. El seu estil és modernista malgrat haver patit modificacions estructurals en les darreres dècades: la coberta a dues aigües s'ha canviat per un terrat, s'han tapat dues obertures a l'altura del primer pis i la façana principal ha quedat força més baixa que quan es va construir. Les obertures són de diferents tipologies i el coronament de la façana és mixtilini.

## Història
Al segle xix l'afluència de barcelonins als balnearis de Caldes va fer millorar els transports. Entre el 1849 i el 1851es va construir la carretera nova (actual avinguda de Catalunya). Més tard, el tren de Caldes travessava el municipi. La Carretera i el tren van crear un nou nucli de població, les Cases Noves, on es troba actualment Ca n'Estudis.